# Lago Vista (condado de Travis, Texas)
Lago Vista es una ciudad ubicada en el condado de Travis en el estado estadounidense de Texas. En el Censo de 2010 tenía una población de 6.041 habitantes y una densidad poblacional de 167,68 personas por km².

## Geografía
Lago Vista se encuentra ubicada en las coordenadas 30°26′51″N 97°59′28″O / 30.44750, -97.99111. Según la Oficina del Censo de los Estados Unidos, Lago Vista tiene una superficie total de 36.03 km², de la cual 33.55 km² corresponden a tierra firme y (6.87%) 2.47 km² es agua.

## Demografía
Según el censo de 2010, había 6.041 personas residiendo en Lago Vista. La densidad de población era de 167,68 hab./km². De los 6.041 habitantes, Lago Vista estaba compuesto por el 92.27% blancos, el 1.21% eran afroamericanos, el 0.63% eran amerindios, el 0.65% eran asiáticos, el 0% eran isleños del Pacífico, el 3.23% eran de otras razas y el 2.02% pertenecían a dos o más razas. Del total de la población el 11.75% eran hispanos o latinos de cualquier raza.